# 王溫舒
王温舒（？—前104年），阳陵（陕西省咸阳市东）人，汉朝大臣。汉武帝时，历任河内郡太守、中尉、廷尉、少府。为人谄媚，以权势大小行法，好杀戮。在河内郡，诛杀豪强，连坐数千家。后来参加平定東甌的战争，因为藏匿官吏不从征大宛，犯下灭族之罪，他被迫自杀。

## 延伸阅读
[在维基数据编辑]
 《史記/卷122》，出自司馬遷《史記》
 《漢書·卷090》，出自班固《漢書》